# Vingt-quatre Violons du Roy
Die Vingt-quatre Violons du Roy, in heutiger Schreibweise auch Vingt-quatre Violons du roi, waren ein berühmtes, fünfstimmig besetztes Streichorchester am französischen Königshof, das zwischen 1626 und 1761 bestand.

## Geschichte
Die Vingt-quatre Violons du Roy (deutsch: „24 Streicher des Königs“) wurden 1626 unter Ludwig XIII. gegründet. Als wichtiger Bestandteil der Musique de la Chambre hatten sie wesentlichen Anteil an der musikalischen Gestaltung von Festlichkeiten und offiziellen Anlässen am französischen Hof in Schloss Versailles. Bedarfsweise wurden sie verstärkt durch Bläser der Grande Ecurie (ein Ensemble, das in erster Linie für Freiluftveranstaltungen und militärische Anlässe zuständig war), oder traten gemeinsam mit dem Orchester der Oper auf. Mitglieder der Vingt-quatre Violons mussten über einen einwandfreien Ruf verfügen und römisch-katholisch sein. Zu ihren Privilegien zählte neben Steuererlass die Erlaubnis, einen Degen zu tragen. Die Mitglieder des Ensembles nannten sich „Violon du Roy“, der Leiter „Roi des Violons“, die Zugehörigkeit konnte erkauft oder vererbt werden. Unter den Ensemblemitgliedern waren beispielsweise Jean-Baptiste Lully, Jean-Marie Leclair, Jean-Féry Rebel und dessen Sohn François Rebel sowie Jacques Aubert.
Jean-Baptiste Lully, „Surintendant (Oberaufseher) de la musique instrumentale“ und „Maitre de la musique de la famille royale“ (Musiklehrer der königlichen Familie), war mit Leistung und Disziplin der Violons nicht zufrieden und erwirkte bei seinem Dienstherrn Ludwig XIV. die Erlaubnis, 1655/56 ein separates, kleineres Ensemble zu gründen, Les Petits Violons de Lully. Es war mit 16, später 21 Streichern sowie zwei Sopranzinken und zwei Fagotten besetzt. Das zu den Vingt-quatre Violons in Konkurrenz tretende Orchester wurde auch als La petite bande bezeichnet; die Vingt-quatre Violons erhielten demgegenüber den Beinamen La grande bande.
1761 wurde das Orchester, vor allem aus finanziellen Gründen, aufgelöst und mit der Chapelle Royale (dem bis dahin für religiöse Feierlichkeiten zuständigen Ensemble) fusioniert.

## Besetzung

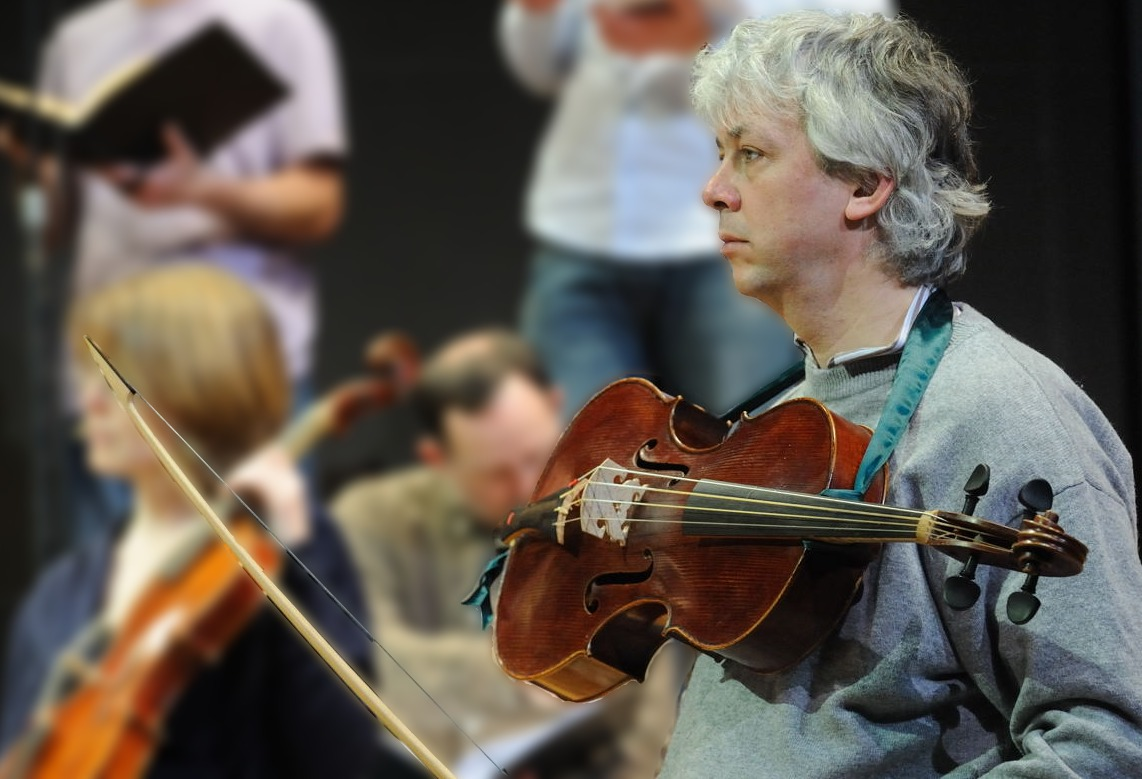
Quinte de Violon

Die fünfstimmige Besetzung der Vingt-quatre Violons wurde durch fünf verschieden große Streichinstrumente mit folgender Bezeichnung gebildet:
- 6 premiers violons (erste Violinen, Stimmung: g – d1 – a1 – e2)
- 4 hautes-contre, 37,5 cm Korpuslänge: (Stimmung: c – g – d1 – a1)
- 4 tailles, 45 cm Korpuslänge: (Stimmung: c – g – d1 – a1)
- 4 quintes, 52,5 cm Korpuslänge: (Stimmung: c – g – d1 – a1)
- 6 basses de violon (Stimmung: ‚B – F – c – g)

Die Violinen waren sogenannte „Violino alla francese“ oder „Violino piccolo“ und hatten einen etwas kleineren Korpus als das italienische Modell. Die Mittelstimmen wurden von drei Violen in gleicher Stimmung, jedoch verschiedener Größe mit entsprechend unterschiedlicher Klangfarbe und Volumen gespielt, die aus der heutigen Musikpraxis verschwunden sind. Die beiden tieferen Violen entsprachen in etwa dem anderweitig als Tenor-Viola bezeichneten Instrument. Das Bassinstrument (ein dem Violone ähnliches Instrument) war einen Ganzton tiefer gestimmt als das heutige Violoncello. Lully änderte die Besetzung später; die vierte Stimme wurde nur dreifach, die Bassstimme fünffach besetzt und durch zwei Kontrabässe ergänzt. Die Besetzung der Vingt-quatre Violons wirkte stilbildend für den fünfstimmigen Streichersatz, der im Frankreich des 17. und 18. Jahrhunderts dominierte.